# Dan Haggerty
Dan Haggerty, właśc. Daniel Francis Haggerty, (ur. 19 listopada 1942 w Los Angeles, zm. 15 stycznia 2016 w Burbank) – amerykański aktor, producent filmowy i telewizyjny, treser zwierząt i kaskader.
1 lutego 1994 otrzymał własną gwiazdę w Alei Gwiazd w Los Angeles znajdującą się przy 7070 Hollywood Boulevard.

## Życiorys
Daniel Francis Haggerty urodził się 19 listopada 1942 w Los Angeles, Kalifornia.

### Wczesne lata
Był synem Donalda Paula Haggerty (1922–2010) i Ruth Elaine Leonhardt (1922–2010). Jego ojciec był szefem Film Technicians Union, Local 683. Jego rodzice rozeszli się, gdy miał trzy lata. Wychował się w rodzinie właścicieli małych dzikich zwierząt, w tym czarnego niedźwiedzia. Po ukończeniu szkoły średniej przeniósł się do Południowej Kalifornii.

### Kariera
W 1960 został kulturystą. Debiutował na dużym ekranie rolą kulturysty Riffa w Plażowa zabawa mięśni (Muscle Beach Party, 1964) z muzyką Lesa Baxtera u boku Frankie'go Avalona, Annette Funicello, Luciany Paluzzi i Dona Ricklesa. Pojawił się w komedii muzycznej Szczęśliwa dziewczyna (Girl Happy, 1965) z Elvisem Presleyem i Shelley Fabares w roli głównej.
Byłym treserem zwierząt w filmach produkowanych przez Walt Disney Studios i dorabiał jako kaskader, m.in. na planie serialu telewizyjnego NBC Tarzan (1966-68). Pracował z niedźwiedziami, lisami i jastrzębiami w Moja strona góry (My Side of the Mountain, 1969). Był dyrektorem białych tygrysów, rosomaków, orłów i dzików w dramacie Kiedy wieje północny wiatr (When the North Wind Blows, 1974).  
Przełomem w jego karierze aktorskiej była rola telewizyjna żyjącego w warunkach naturalnych Jamesa Capena „Grizzly” Adamsa w serialu NBC Niedźwiedź pana Adamsa (The Life and Times of Grizzly Adams, 1977-78).
W 1991 otworzył restaurację Haggerty's Bistro w Los Angeles (w dzielnicy Studio City). Wcześniej uczył się gotowania w szkole Cordon Bleu we Francji.

## Życie prywatne
Haggerty był dwukrotnie żonaty. W 1959 ożenił się z Diane Rooker, w wieku 17 w kaplicy ślubnej w Las Vegas, nazywanej Silver Slipper Hotel. Z Diane miał dwie córki - Tracey i Tammy. Rozwiedli się w roku 1984, w którym Haggerty ponownie się ożenił z Samanthą Hilton. Mieli dwóch synów - Dylana i Cody'ego oraz córkę Megan. Byli małżeństwem aż do śmierci Samanthy po wypadku motocyklowym - 10 sierpnia 2008.
Haggerty mieszkał na małej farmie w Malibu Canyon z asortymentem dzikich zwierząt, które miał oswojonego przy urodzeniu lub uratowany przed obrażeniami. W 1977, jego broda zapaliła od płonących koktajli, było to oparzenie trzeciego stopnia ramion. W 1991, po wypadku motocykla, został hospitalizowany, po śpiączce odzyskał przytomność bez skutków ubocznych. 
W sierpniu 2015 po przejściu operacji kręgosłupa, gdy został odkryty guz na kręgosłupie, zdiagnozowano u niego nowotwór złośliwy rdzenia kręgowego. Zmarł 15 stycznia 2016 w St. Joseph Hospital w Burbank w Kalifornii, na raka kręgosłupa, w wieku 73. lat.

## Wybrana filmografia

### Filmy fabularne
- 1964: Muscle Beach Party jako Riff (kulturysta)
- 1965: Szczęśliwa dziewczyna (Girl Happy) jako Charlie
- 1969: Swobodny jeździec (Easy Rider) jako człowiek w komunie
- 1971: Różowe anioły (The Pink Angels) jako motocyklista
- 1971: Chrom i gorąca skóra (Chrome and Hot Leather) jako Biker
- 1973: Superchick jako motocyklista w chuście
- 1973: Wiedźma (Hex) jako Brat Billy
- 1974: The Life and Times of Grizzly Adams (Niedźwiedź pana Adamsa) jako James 'Grizzly' Adams[19][12]
- 1980: Kondominium (Condominium) jako Sam Harrison
- 1981: Król Mullholland Drive (King of the Mountain) jako Rick
- 1989: Odmrożeńcy (The Chilling) jako sierżant Vince Marlow
- 1990: Elfy (Elves) jako Mike McGavin
- 1990: Medium (The Channeler) jako Arnie
- 1994: Wojownik z prerii (Cheyenne Warrior) jako Barkley
- 1995: Znak Wydry (The Little Patriot) jako pułkownik Rose
- 1997: Niedźwiedzia Góra (Grizzly Mountain) jako Jeremiah
- 1998: Młody mistrz (Born Champion) jako Buck
- 2000: Ucieczka na Niedźwiedzią Górę (Escape to Grizzly Mountain) jako Jeremiah
- 2007: Wielki Stach (Big Stan) jako Tubby
- 2012: Casa de mi padre jako Dan Haggerty

### Seriale TV
- 1977-78: The Life and Times of Grizzly Adams (Niedźwiedź pana Adamsa(inne języki)[20]) jako James 'Grizzly' Adams
- 1981: Aniołki Charliego (Charlie's Angels) jako Bo Thompson
- 1983: Statek miłości (The Love Boat) jako Sawdust Radell

## Nagrody
- The People's Choice Award dla najpopularniejszego aktora w 1980 roku
- 1986 - Harley-Davidson - Nagroda "Humanitarna Roku"
- 1994 - otrzymał gwiazdę na Hollywoodzkiej Alei Gwiazd[21]
- 2009 - otrzymał gwiazdę "Hollywood Zachodni" w Kanab, w stanie Utah